# Iogurt grec
El iogurt colat, conegut com a iogurt grec (a Europa i Amèrica), labne o labna (al món àrab), chakka (a l'Àsia central i l'Índia), formatge de iogurt, iogurt a la borsa o iogurt en gra, és el resultat de filtrar el iogurt per eliminar la major part del sèrum de llet. Aquest procés produeix una textura més espessa i cremosa en comparació amb el iogurt sense filtrar, mentre se'n reté el característic sabor amarg.
Durant el procés de colat, el iogurt grec es concentra. Com a resultat, presenta un major contingut de sòlids totals i un menor contingut de lactosa en comparació del iogurt normal.
La historia dels productes làctics fermentats es remunta fins fa més de 6000 anys. Quan trobem referències escrites en textos medicinals Indis. Malgrat es desconeixen els orígens concrets del iogurt clàssic es creu que es devia originar en la regió de l'oest asiàtic. Podríem pensar que al tractar-se de iogurt grec aquest es va originar a Grècia però no és així, es creu que els seus creadors van ser els Tracis, qui habitaven Bulgària fa uns 4000 anys.
La forma tradicional de fer-ho implica escórrer el iogurt en bosses de roba o a través d'altres mitjans per eliminar part del sèrum de la llet i aconseguir la característica textura espessa. En canvi, a la producció indústria s'utilitzen màquines centrifugadores per accelerar el procés d'eliminació del sèrum. Aquí també se solen utilitzar espessidors a l'inici del procés com midons, gomes, o proteïnes per aconseguir la consistència i textura espessa desitjada, cosa que derivaria a un iogurt «tipus grec».
La manca de regulacions específiques que diferenciïn entre el iogurt grec autèntic i el «tipus grec» en alguns llocs, com Espanya, pot portar a certa ambigüitat en la denominació. En alguns casos, els productes etiquetats com a "iogurt grec" poden no complir amb els estàndards tradicionals ja que no se sotmeten al procés d'escorriment per tant de temps o no utilitzen els mètodes tradicionals de producció.
De fet el terme «iogurt grec» el va crear una empresa làctica grega, Fage. Aquesta etiquetava els seus iogurts amb greek per a diferenciar-se de la resta de iogurts. El terme es va fer molt popular quan la marca americana Chobani també va començar a utilitzar el terme.

## Producció
La textura gruixuda i viscosa característica i l'alt contingut en proteïnes del iogurt grec, s'aconsegueix convencionalment colant la quallada de iogurt refrigerada fermentada per eliminar el sèrum de llet amb una bossa de tela fins que s'aconsegueix el nivell de sòlids desitjat. A causa del drenatge del sèrum, la concentració de sòlids totals augmenta del 14% al 21%-23%. Aquest augment de concentració dona com a resultat aquest cos viscós i gruixut. El contingut de greix d'aquest tipus de iogurt s'eleva a un 10%, cosa que imparteix un sabor molt cremós i modera el sabor àcid produït per la formació de l'àcid làctic. A gran escala, s'apilen les bosses de roba amb iogurt en una sala refrigerada. Per accelerar el drenatge del sèrum, les bosses es col·loquen en una premsa vertical, el qual escurçarà el temps de drenatge a sis hores. Aquest mètode, però, no s'aplica a escala industrial.
A escala industrial, el colat natural per eliminar el sèrum s'ha substituït per l'ús de la centrifugació i la filtració. A diferència de la producció tradicional de iogurt grec, la fabricació d'aquest dona com a subproducte grans quantitats de sèrum àcid. Això presenta reptes tant econòmics com ambientals, i les plantes han d'estar equipades per gestionar el processament. El sèrum àcid es pot assecar i vendre com a ingredient en la indústria alimentària. A més, altres plantes han invertit en la seva conversió en gasos com a combustibles per complementar el consum energètic la planta.
Mètodes bàsics en separadors mecànics(centrifugació)
En el procés de centrifugació, la llet fermentada es concentra en una centrífuga de broquet de polvorització, on el producte entra per la part superior i va al fons del bol mitjançant un distribuïdor i després entra al canals ascendents a la pila de discos, on es divideix en quallada i sèrum de llet. En detall es fermenta la llet fins a un nivell desitjat d'acidificació desitjat primer (pH 4,6-4.8). Després la llet desnatada fermentada s'agita vigorosament i s'escalfa a 55-60 °C, aquesta temperatura va controlar el nivell d'acidesa i inactivar el cultiu, després es refreda a 40 °C. Després s'eliminen els coàguls o grumolls grans passant el fermentat a través d'un tamís metàl·lic abans que entri al separador. La llet fermentada també es desaireja durant 15 a 20 minuts abans d'ingressar a la centrífuga per ajudar la separació del sèrum al separador.
A continuació, el producte concentrat es barreja, s'homogeneïtza i es processa posteriorment. El processament posterior consisteix en afegir colors, sabors i additius previs a l'embalatge i distribució. Així, la llet desnatada amb aproximadament un 9% de sòlids totals es concentra en un iogurt d'estil grec amb un 18% de sòlids totals abans d'afegir-hi sabors, colors i additius varis. No es recomana utilitzar llet sencera fermentada ja que el seu greix sol bloquejar els orificis del filtre, cosa que redueix la velocitat de sedimentació. No obstant això, ara hi ha dissenys de separadors centrífugs on és possible utilitzar llet sencera fermentada
El iogurt colat produït mitjançant centrifugació durant 5 minuts a diferents velocitats entre 4.000 i 11.700 forces g, té característiques organolèptiques similars a les de les mostres control elaborades pel mètode tradicional.
Mètodes basats en processos de membrana:
La filtració ens permet concentrar els sòlids presents en el iogurt per tal d'augmentar la consistència. El mètode de filtratge més utilitzat per concentrar aquestes sòlids, principalment greixos i proteïnes, es la ultrafiltració. Aquesta tècnica utilitza una membrana de flux creuat en la qual es força la solució d'alimentació a travessar la membrana sota pressió. La solució flueix per la membrana on els sòlids es retenen mentre que els materials eliminats (sèrum) estan presents al permeat. Aquesta filtració es pot produir, o bé per concentrar la llet abans de la fabricació del iogurt, o per concentrar el iogurt per eliminar el sèrum.
Els iogurts grecs preparats concentrant una base de llet a través d'ultrafiltració al 13,8% van exhibir una estructura dura, baixa sinèresi i un alt contingut de proteïnes i greixos.Además mayor rendimiento, reducción del tiempo de procesamiento, reducción del suero y fácil automatización y control del proceso.
Les addicions d'ingredients tenen lloc després de l'homogeneïtzació i abans de l'envasament. Principalment, aquests ingredients són colors, gustos o inclusions com ara trossos de fruita, fruits secs i variats.
Mètodes basats en recombinació directa:
Un producte lacti recombinat és un producte que resulta de la combinació de greix lacti i sòlids lactis magres en les seves formes conservades amb o sense addició d'aigua per aconseguir el producte lacti apropiat.Per obtenir un iogurt colat recombinat amb bones propietats texturals i fisicoquímiques, es recomana utilitzar lactis en pols rics en proteïnes tractats tèrmicament lliures de substàncies inhibidores que puguin retardar o restringir el creixement dels bacteris làctics.Els avantatges que té aquest tipus de mètode és que recombinació directa no implica problemes d'eliminació del sèrum, per la qual cosa es redueix dany ambiental i el iogurt produït és més nutritiu perquè totes les proteïnes del sèrum es retenen al producte final, i es necessita baixos costos dinversió.

## Valor nutritiu
Les diferencies en el procés de fabricació del iogurt normal respecte el grec fan que els continguts nutritius d’aquest últim siguin diferents en alguns aspectes. Observem com segueix sent una font de calci, iode, vitamines i probiòtics però a els continguts proteics son diferents entre ambdós iogurts.
Un iogurt normal presenta uns percentatges en massa de proteïna de >2.7% però si volem anomenar com a grec haurem d’enriquir-lo amb proteïna o eliminar l’aigua, aconseguint com a mínim una concentració del 5.6% en massa. Gràcies a la fermentació necessària per a la creació del iogurt aquestes proteïnes ens seran més fàcils de digerir que no si es trobessin en la llet. Malauradament, degut al creixement bacterià i a les diferents espècies per a la fabricació del iogurt observem com els continguts de vitamines i altres elements poden variar en els productes finals.
A nivell de macronutrients, en excepció de la proteïna, observem com en el iogurt grec aquests poden estar en un rang variable de concentracions: la concentració de proteïna haurà de ser superior als 5.6%, el contingut en grasses ha d’estar entre 0-10% tot i que majoritàriament es troba en els rangs 0-3.5% i finalment els carbohidrats representen entre un 10-20% del percentatge en massa.
Els ceps bacterians que conté el iogurt són Streptococcus salivarius subsp. thermophilus i Lactobacillus delbrueckii subsp. bulgaricus encarregats de la fermentació de la llet.

## Variacions geogràfiques
| Noms tradicionals                 | Orígens                                                      |
| --------------------------------- | ------------------------------------------------------------ |
| Labneh, Labaneh, Lebneh, Labna    | Mediterrani oriental                                         |
| Labneh, Laban Zeer, Leben Zeer    | Egipte i Sudan                                               |
| Torba, Süzme                      | Turquia                                                      |
| Tan, Than, kamats matzoon         | Armènia                                                      |
| Stragisto, Sakoulas               | Grècia                                                       |
| Syuzma                            | Rússia                                                       |
| Mastou, Mast-e-Chekideh           | Iraq, Iran                                                   |
| Basa, Zimme, Kisela, Mleko-Slano  | Països dels Balcans                                          |
| Ititu                             | Etiòpia                                                      |
| Iogurt grec o iogurt d'estil grec | Regne Unit, Austràlia, Nova Zelanda i Estats Units d'Amèrica |
| Chakka, Shrikhand                 | Índia                                                        |
| Ymer, Ylette                      | Dinamarca                                                    |
| Skyr                              | Islàndia                                                     |

### Amèrica del Nord
Entre la gran quantitat de marques de iogurt grec a Amèrica del nord , L'empresa grega Fage introdueix al comerç el iogurt grec el 1980 i es va popularitzar als Estats Units ia Europa, el 2008 obre una planta de producció Nacional a Johnstown, Nova York.Chobani,conté la instal·lació de iogurt més gran del món i és la marca més venuda als Estats Units. Considerada l'empresa més important de iogurt grec al país amb gairebé el 50% del mercat.
A Mèxic, el Jocoque és un làctic fermentat similar al iogurt, obtingut a partir de llet agria. Al mateix país també es coneix un producte lacti semi-sòlid d'origen àrab, que s'elabora a partir de iogurt blanc natural. Aquest es talla amb cura i després eliminem el sèrum mitjançant auto-premsatge durant diverses hores, resultant en una consistència pastosa.

### Europa
A la gastronomia grega el iogurt és un dels principals components, és l'ingredient base del famós "tzatziki grec", també és utilitzat com a postres amb mel o dolços de cullera, sobre l'arròs, amb verdures i en la preparació de batuts a base de iogurt. A Països baixos el iogurt grec s'anomena hangop, unes postres tradicionals del país, que és elaborat amb el sèrum de la mantega i iogurt.
A Bulgària es produeix per fermentació microbiana amb àcid làctic de llet pasteuritzada, inoculada amb un cultiu iniciador de només dues espècies de bacteris àcid làctics: Lactobacillus delbrueckii subsp. bulgaricus (L. bulgaricus) i Streptococcus thermophilus. Se sol preparar amb llet de vaca, però normalment es feia amb llet de búfal, cabra o ovella.
A Dinamarca un tipus de iogurt colat és "ymer" considerat un símbol de la gastronomia danesa, mentre que a Bulgària es diu “kiselo mlyako” i és un dels productes més consumits anualment.

### Àsia i Mediterrani oriental
A l'Àsia occidental o mediterrani oriental s'anomena "labneh", aquest s'elabora a partir de llet fermentada, es drena els components solubles en aigua del iogurt fins a obtenir una estructura semi sòlida. El contingut sòlid arriba a un total de 23 a 25%. El producte final serà una pasta de textura suau i blanca. A la producció de labneh les fonts variables de llet són llet de cabra, vaca o ovella.
A l'Àsia central, països com Iran, Afganistan, Pakistan es consumeix un tipus de iogurt grec anomenat “chakka" o "suzma". S'obté en espessir el iogurt embolicant-lo en un drap i penjant-lo durant 12 a 18 hores perquè s'escorri part del sèrum.
A Turquia, la variant de iogurt colat rep el nom de süzme yoğurt ("iogurt colat") o kese yoğurdu ("iogurt en bossa"). De vegades, s'afegeix aigua durant la seva preparació, especialment quan es consumeix com a beguda en lloc de servir-se com a meze. El iogurt colat exerceix un paper important en l'elaboració de mezzes i salses turques, com el haydari. El labne, un altre producte lacti popular als mercats turcs, difereix del iogurt colat. El labne és un formatge cremós elaborat a partir de iogurt sense sal, i es fa servir de manera similar al mascarpone.
A Armènia es consumeix sota el nom: "kamats matzoon". Al Iran s'anomena "mâst chekide".
A Egipte es menja amb acompanyaments salats com olives i oli, i també amb un edulcorant com a mel, com a berenar o esmorzar. El formatge Areesh (o arish, àrab: جبنة قريش ) és un tipus de formatge originari d'Egipte fabricat a partir del iogurt colat. Shanklish, un formatge fermentat, s'elabora amb formatge Areesh. Aquest formatge s'elabora amb iogurt escalfat lentament fins que qualla i se separa, després es col·loca en una gasa per escórrer. Té un gust semblant al de la ricotta. El contingut de proteïnes del formatge Areesh és del 17,6%.

## Disposicions legislatives sobre el iogurt colat
Donats els orígens i la diversitat de les llets fermentades, on està inclòs el iogurt colat, la legislació relativa difereix d'una regió a una altra.

### Països de la Mediterrània oriental
A determinats països de l'Orient Mitjà, com el Líban, l'Aràbia Saudita, Jordània, l'Iran i Turquia, les autoritats nacionals han participat en l'elaboració o la millora de les disposicions legals existents relacionades amb el iogurt colat i productes afins. Aquestes disposicions aborden principalment la composició química (g/100 g) del producte, incloent aspectes com la quantitat de greix, matèria grassa seca (MSD), sòlids sense greixos (SNF), sòlids totals (ST) i proteïna en matèria seca. A més, s'especifica el tipus de llet utilitzada (fresca, concentrada i reconstituïda, o espècies de mamífers) i es detallen els additius permesos, com ara sal, conservants (sorbat) i ingredients aromatitzants (farigola i escalunyes). Aquestes regulacions també estableixen que aquests productes s'han d'elaborar a partir de llet (vaca, ovella, cabra o búfala) que ha estat sotmesa a tractament tèrmic i fermentada amb un cultiu iniciador compost principalment per Lb. delbrueckii subsp. bulgaricus i S. thermophilus (excepte alguns requisits legals). Encara que es poden utilitzar altres bacteris làctics com a cultiu iniciador, s'especifica que cal eliminar el sèrum o el material aquós del producte fermentat.

### Grècia
Segons la disposició legislativa grega, l'article 82, estableix la següent definició de iogurt: Secció 2, "Iogurt colat... (tipus d'animal) és un producte que s'obté a partir de iogurt sencer, després d'eliminar (colar) part de l'aigua continguda i de les substàncies de lactosa, sal, etc.' que es dilueixen al iogurt, aquest haurà de contenir greix en un percentatge mínim del 8%, excepte el iogurt de vaca colat, que haurà de contenir més del 5% de greix com a mínim", i l'apartat 5, "Es pot utilitzar el terme 'en bossa'. (sakkou les) en lloc del terme «colat», en cas que el iogurt s'ofereixi en bosses de roba blanca o en barrils de fusta (és a dir, iogurt d'ovella a la bossa, etc.)".

### Iran
La normativa legal de l'Iran (IrS 1997) només detalla el contingut de greix al iogurt colat, de manera similar a la disposició legislativa grega (GS 2009), sense incloure informació sobre el nivell SNF o TS.